# Ludwig von Zumbusch

Ludwig von Zumbusch, vor 1912

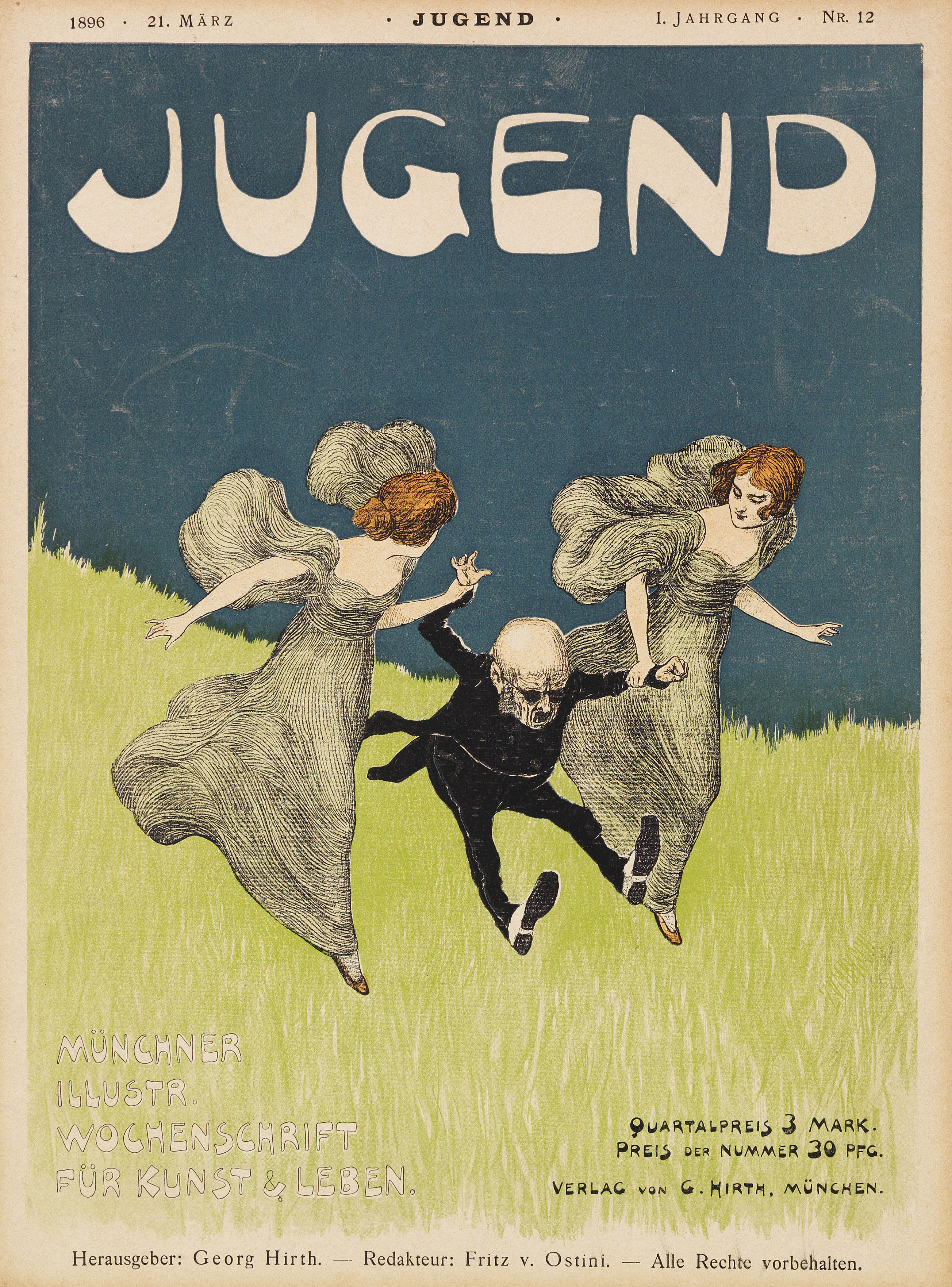
Ludwig von Zumbusch: aus: Jugend, Münchner illustrierte Wochenschrift für Kunst und Leben, o. J. (1896), Farblithographie, 63 × 48,4 cm

Ludwig Joseph Kamillus Zumbusch, ab 1888 Ludwig Ritter von Zumbusch  (* 17. Juli 1861 in München; † 28. Februar 1927 ebenda) war ein deutscher Grafiker und Maler.

## Leben
Ludwig von Zumbusch war einer der beiden Söhne des Bildhauers Caspar Ritter von Zumbusch (1830–1915) und der Antonie Vogl (1838–1917). Er studierte an der Akademie der Bildenden Künste Wien bei Christian Griepenkerl und Carl Wurzinger, sowie ab 1882 in der Malklasse der Akademie der Bildenden Künste München, anschließend an der Académie Julian in Paris bei William Adolphe Bouguereau und dem Historienmaler Tony Robert-Fleury. Er war Mitarbeiter der Münchner Zeitschrift „Jugend“, für die er Titelbilder entwarf.
Zumbusch gehörte der Münchner Secession sowie dem 1903 gegründeten Deutschen Künstlerbund an. Auf deren erster gemeinsamer Jahresausstellung 1904 im Kgl. Kunstausstellungsgebäude am Königsplatz nahm er mit dem Ölgemälde Der Säugling teil.
1905 wurde er als Professor an die Münchner Kunstakademie berufen. Am 17. Februar 1905 wurde er im Königreich Bayern bei der Ritterklasse immatrikuliert. Zum Freundeskreis Zumbuschs gehörte die Familie Sauerbruch in München.
Zumbusch hatte am 14. Januar 1897 in München Julie Riemerschmid (1877–1947) geheiratet, die Tochter des Chemikers und Fabrikanten Heinrich Riemerschmid und der Marie Lachner und die Enkelin des Fabrikanten Anton Riemerschmid sowie des Generalmusikdirektors Franz Lachner. Das Ehepaar hatte eine Tochter Johanna und einen Sohn Peter. Johanna heiratete Maximilian Freiherr Besserer von Thalfingen, Peter die Kaufmannstochter Katharine Bornemann, sie lebten mit ihren Kindern in den USA, dem Herkunftsland von Katharine.
Ludwig von Zumbusch hat eine Grabstätte auf dem Nordfriedhof in München.